# Olle Blad

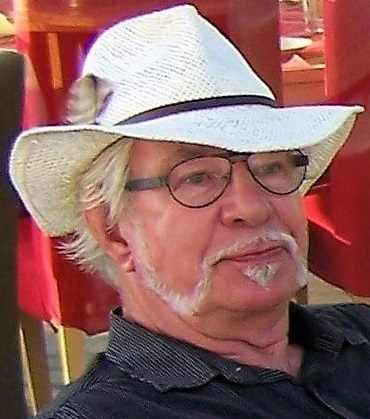
Olle Blad den 19 augusti 2012.

Leif Olle Blad född 28 februari 1942 i Helsingborg, är en svensk skulptör och formgivare.
Han har egen studio/verkstad sedan 1967. Han var lärare i skulptur ABF konstlinje Helsingborg 1978–1990 samt kurser för yrkesverksamma konstnärer.
Han har åtagit sig konsultuppdrag från Statens Konstråd, samt ett stort antal kommuner, bostadsbolag och byggherrar med konst i det offentliga rummet. "Konst där vi bor" Länsbostadsnämnden Malmö. 
Han fick 1:a pris i allmän utsmyckningstävling Kristianstad nya centrallasarettet.

## Offentliga verk i urval
- Rebus 1982 – 84 Rönnegymnasiet.
- Havsvågor 2011 torget Skälderviken Ängelholm (Vattenskulptur Koppar.)
- Vattentoner Minneslunden Raus kyrka 2004 Helsingborg (Vattenskulptur, cortèn marmor, rostfritt stål.)
- Vattenmusik Torget Laröd 1993 Helsingborg (Vattenskulptur brons, mässing, rostfritt stål.)
- Mot ljus & rymd Järnvägstorget 1992 -Alvesta. Statens konstråd och Alvesta kommun. (Ljusskulptur Högglanspolerad rostfritt stål, Akryl plast.)
- Kunskapens källa Oxievångskolan 1989 Malmö stad. (Skulptur brons, koppar.)
- Söderstjärnan Torget Rönnowskolan 1989 Helsingborgs stad. (Ljusskulptur, processor för ett obegränsat spektrum, högglanspolerad rostfritt stål.)
- Brunnskar 1990 – 91 Totalmiljögestaltning torget Brunnsparken HSB NV, Skåne Helsingborg. (Vattenskulptur, koppar, vitbetong, terazzogångar.)
- Kraft 1987 Rosenknoppen Helsingborgs hem. (Vattenskulptur svart diabas.)
- Ett skepp kommer lastat. Östra Göinge kommun. (Lekskulptur rostfritt stål, polykromt stål.)

## Fotogalleri

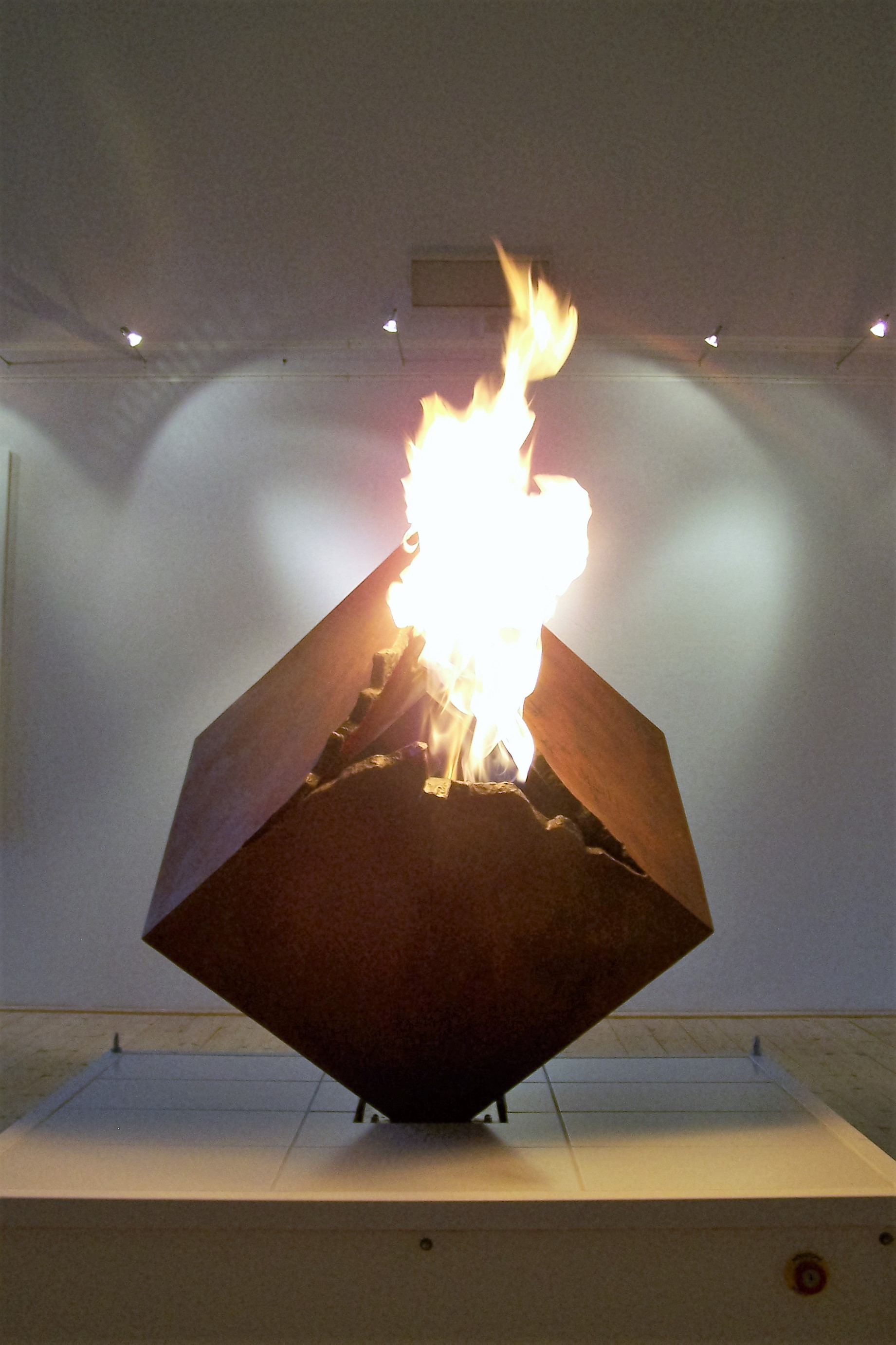
Intermezzo. Processer för eld, ljus, ljud, rök, rörelse. Cortén-stål, rostfritt stål.
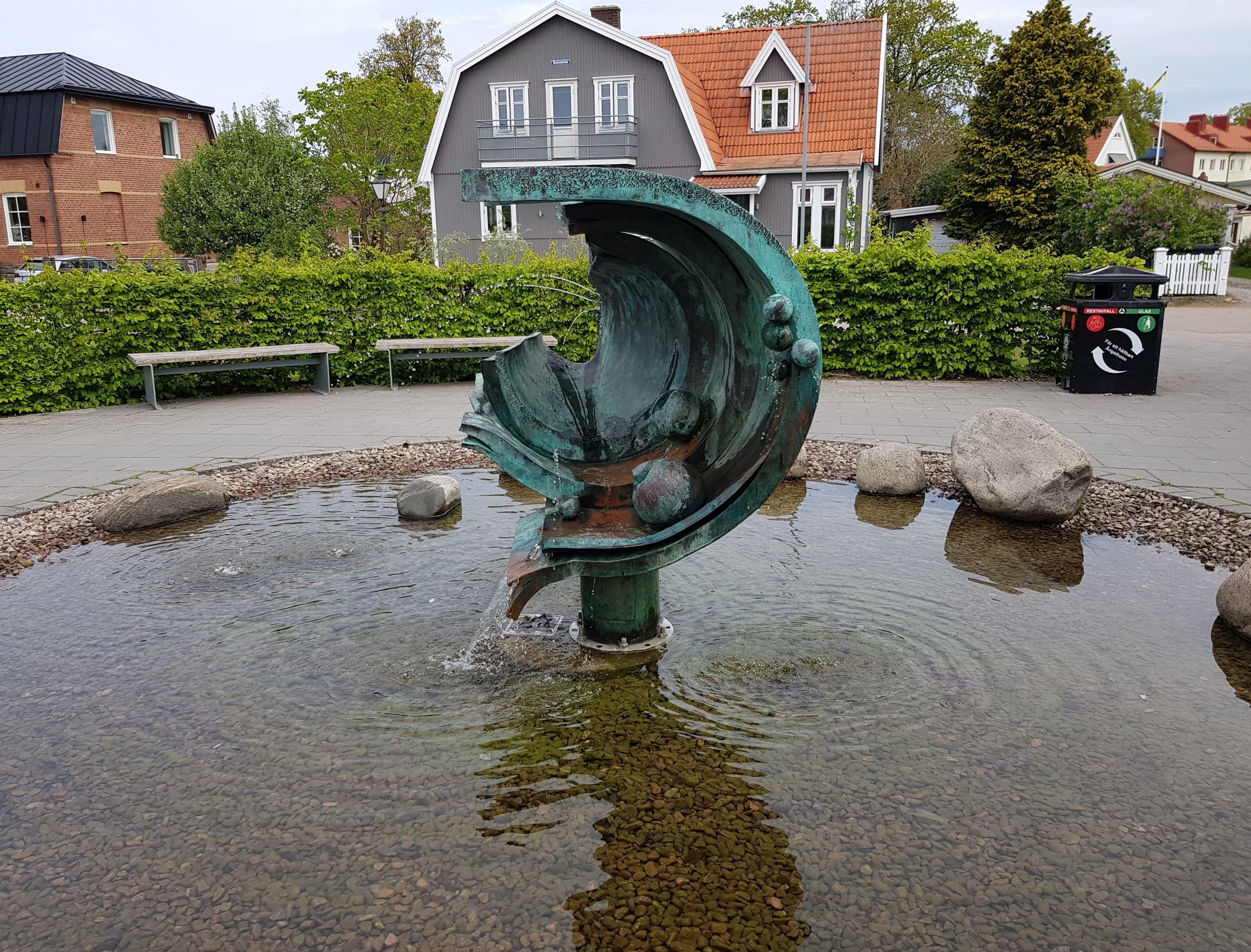
"Havsvågor" Ängelholms stad.
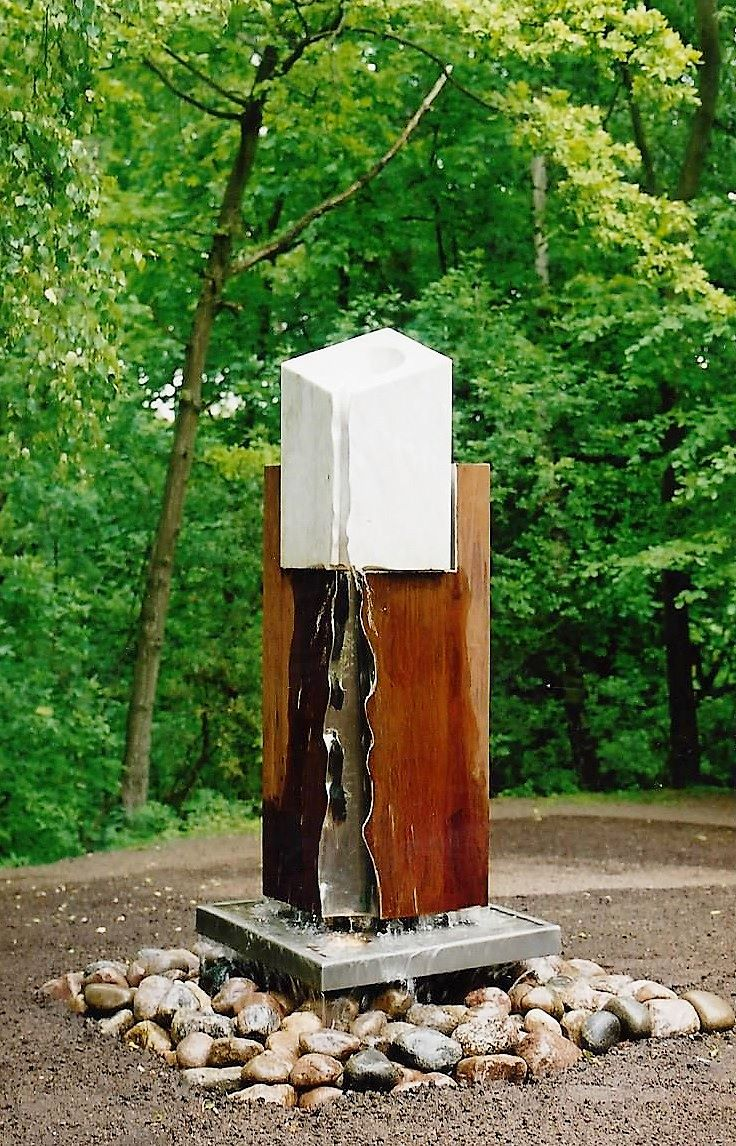
"Vattentoner" Svenska kyrkan, Helsingborg.
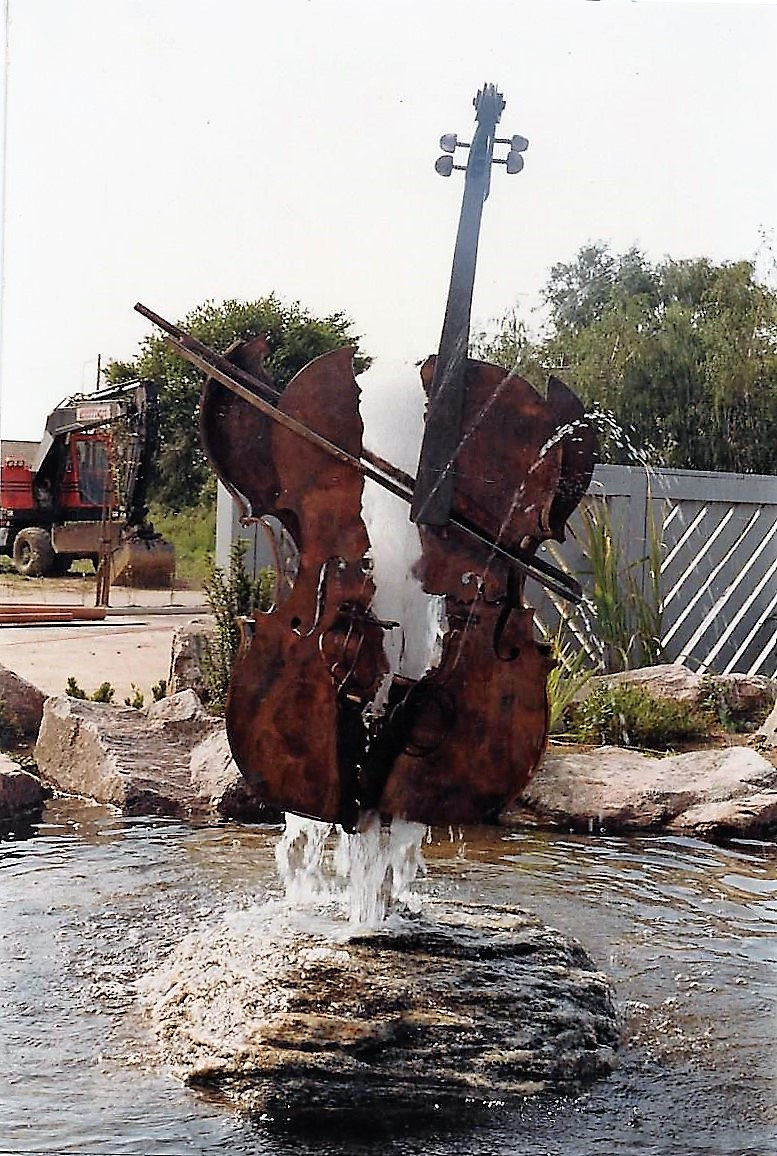
"Vattenmusik" Helsingborg Stad.
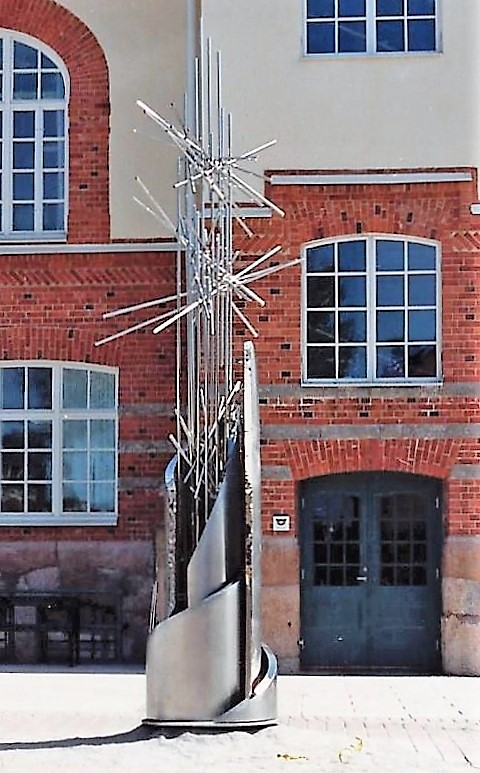
"Mot ljus och rymd" Alvesta kommun.
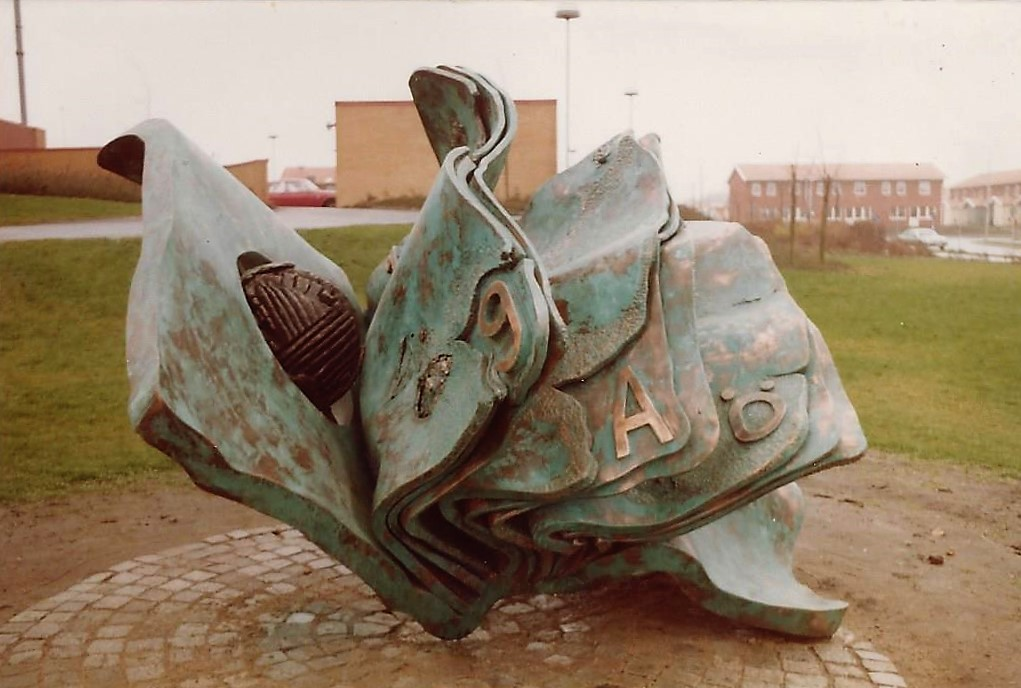
"Kunskapens Källa" Malmö Stad.
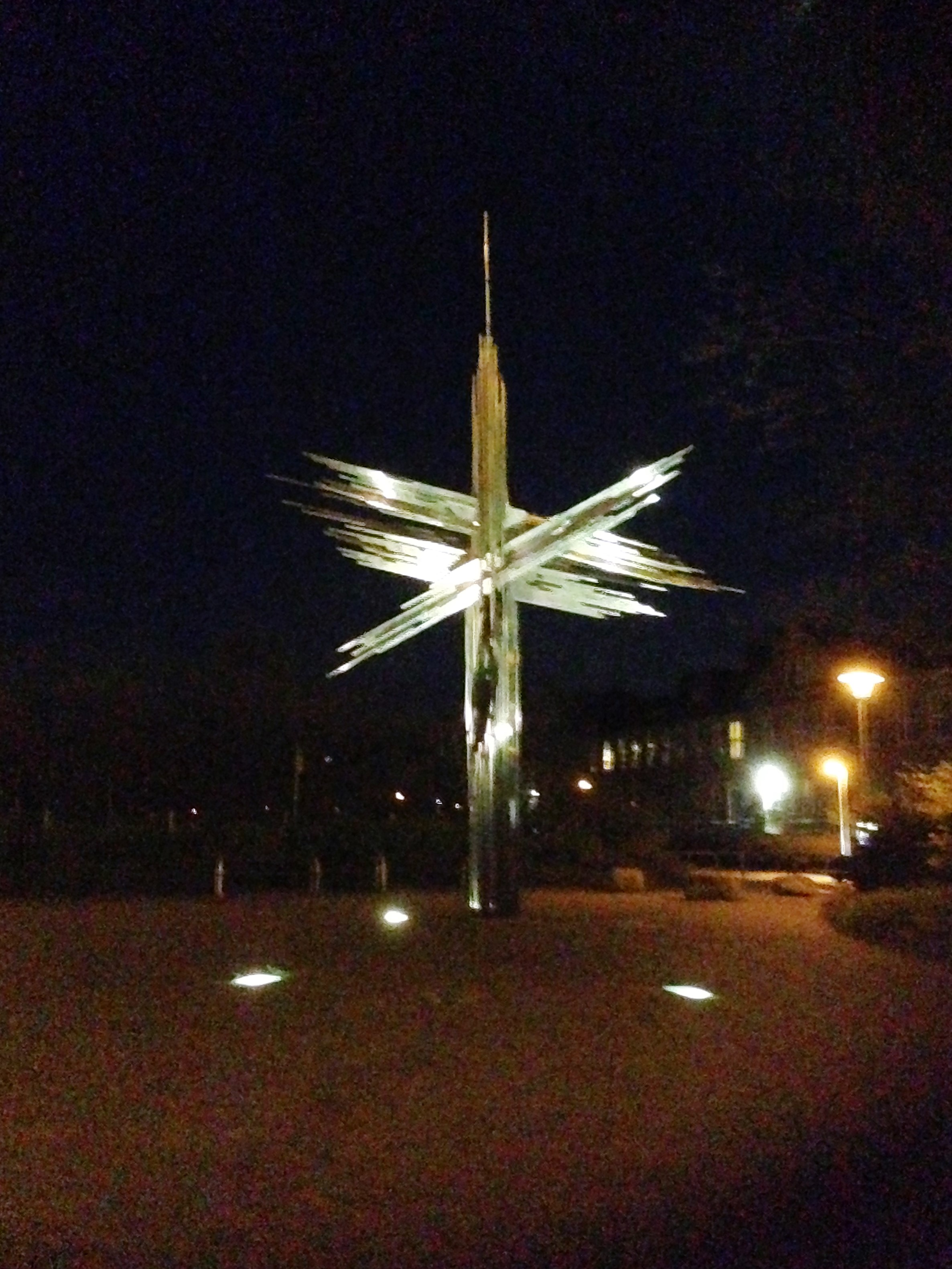
"Söderstjärnan" Helsingborg Stad.
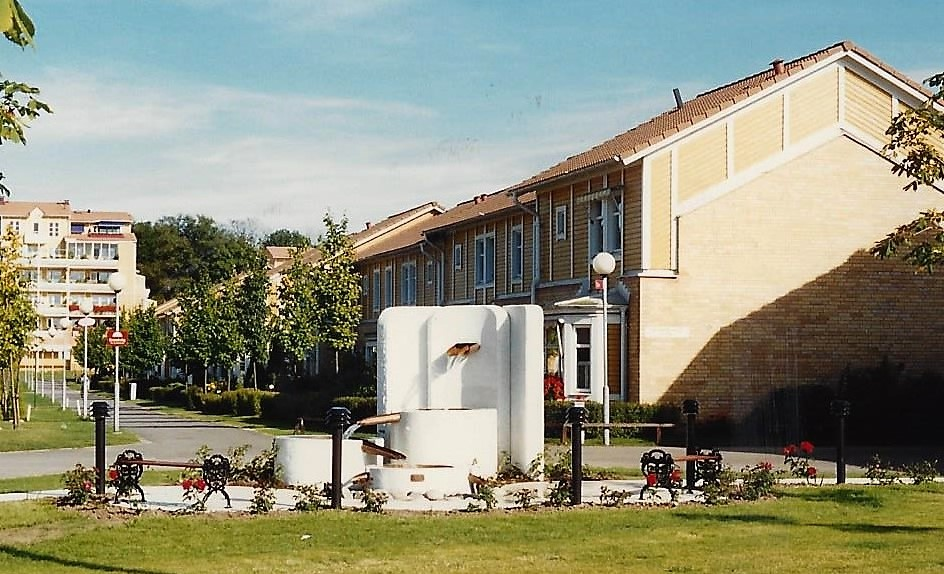
"Brunnskar" Helsingborg.
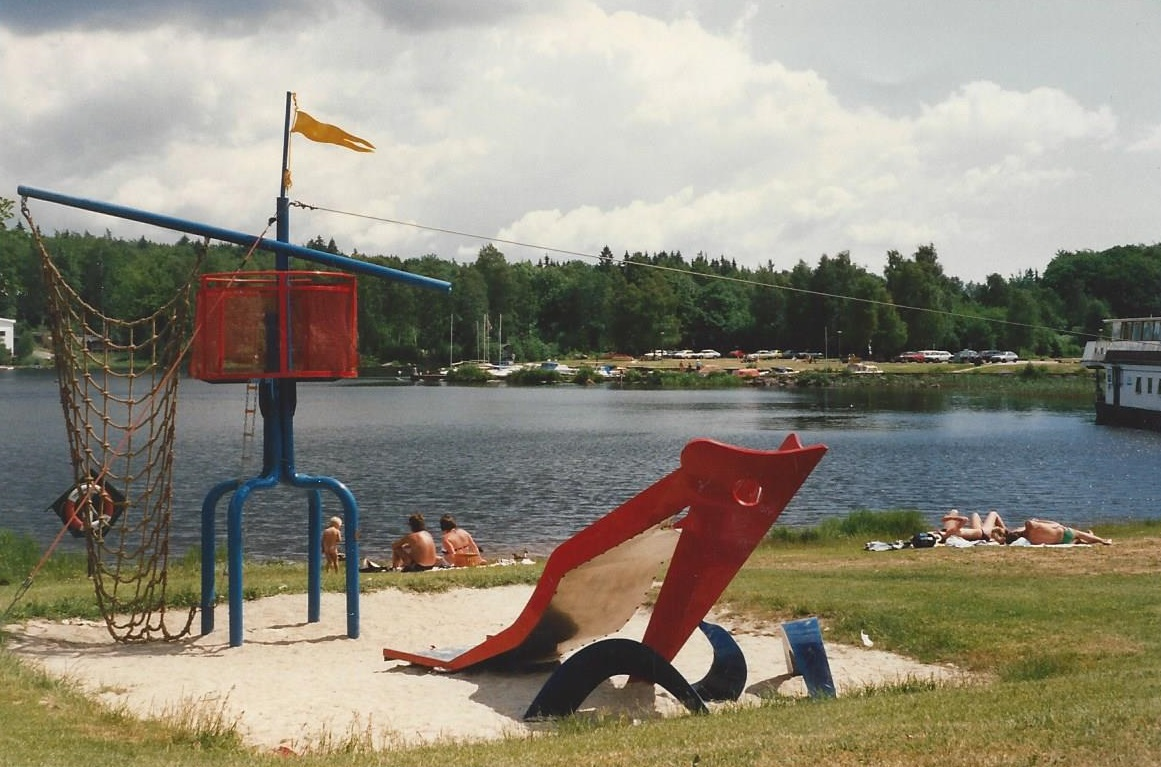
"Ett skepp kommer lastat" Östra Göinge kommun.